# Sibyl Collings Beaumont Hathaway
Pour les articles homonymes, voir Sibyl et Collings.
Dame Sibyl Hathaway, née Sibyl Mary Collings, le 13 janvier 1884 au manoir de la Seigneurie de Sercq et décédée le 14 juillet 1974, est le 21e seigneur de Sercq sous le titre de dame de Sercq de 1927 à 1974.  

## Jeunesse

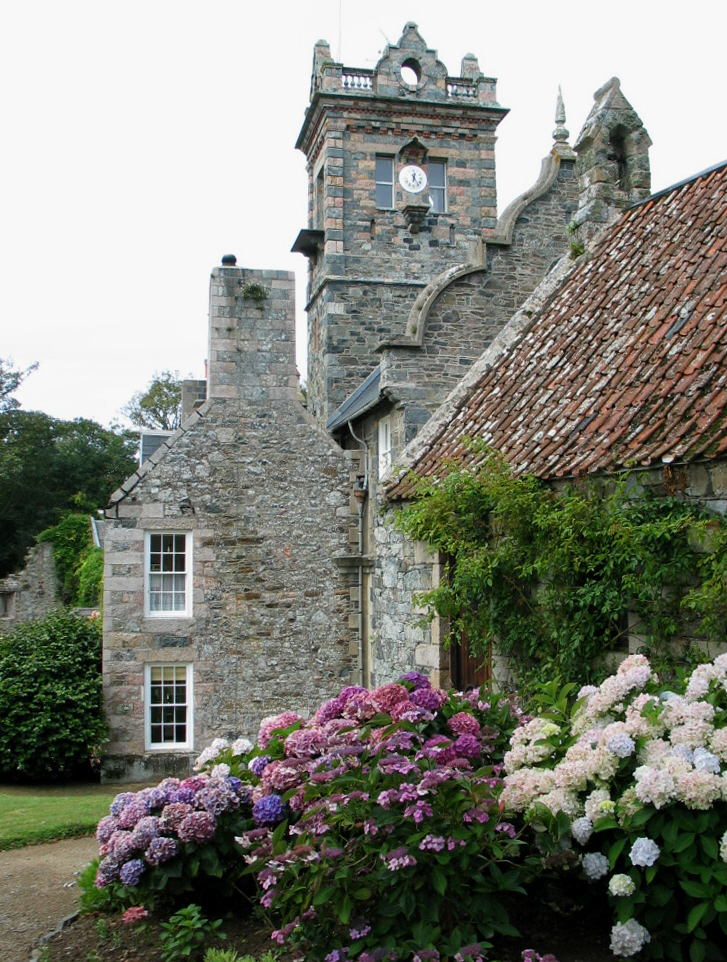
Le manoir de la Seigneurie à Sercq.

Sibyl Mary Collings est la fille de William Frederick Collings (1852-1927), 20e seigneur de Sercq.
Elle reçoit son éducation par des gouvernantes françaises, puis, à 14 ans, pendant une courte période, elle est pensionnaire au Sacré-Cœur de Lille. Elle parle l'anglais, le français, le guernesiais et apprend aussi l'allemand.
Elle vit ensuite, un temps, en Angleterre, notamment à Londres.

## Mariages
En 1901, elle épouse John Dudley Beaumont, dont elle a sept enfants 
1. Bridget Amice Beaumont (1902-1948)
2. Francis William Lionel Beaumont (1903-1941) (père de Michael Beaumont, 22e seigneur de Sercq)
3. Cyril John Astley Beaumont (1905-1973)
4. Basile Ian Beaumont (1908-1909)
5. Douce Alianore Daphné Beaumont (1910-1967)
6. Richard Vyvyan Dudley Beaumont (né en 1915)
7. Jehanne Rosemary Ernestine Beaumont (1919-1988).

En 1912, elle retourne à Sercq et travaille dans l'élevage, mais elle doit s'installer sur l'île de Guernesey pour des raisons financières, après la mort de son premier mari en 1918 lors de l'épidémie de grippe espagnole.
En 1927, à la mort de son père, elle reçoit son héritage et devient le 21e seigneur de l'île avec le titre de dame de Sercq. En 1929, elle épouse l'Américain Robert Woodward Hathaway (1887-1954), ancien officier dans le Royal Flying Corps qui avait acquis la nationalité britannique. Selon la coutume traditionnelle de Sercq, la propriété d'une femme mariée devient la possession de son mari jusqu'à son décès, ainsi Robert Hathaway est, jusqu'à sa mort, le seigneur féodal de l'île de Sercq.
Dans les années 1930, elle prend la décision d'interdire les voitures sur l'île de Sercq, règle qui est toujours en vigueur aujourd'hui.

## Seconde Guerre mondiale
Du 3 juillet 1940 au 8 mai 1945, Sercq subit l'occupation allemande. Pendant toute cette période, la dame de Sercq demeure dans son manoir de la Seigneurie, sur son île, parmi les 471 habitants. Très respectée par les insulaires, elle l'est aussi par les Allemands, dont elle parle la langue. 

## Après la Seconde Guerre mondiale
Son autobiographie, La Dame de Sercq, est publiée en 1961, et forme le sujet de la pièce La Dame de Sercq, écrite par William Douglas-Home en 1974, basée sur ses souvenirs vécus lors de l'occupation allemande. Elle est nommée officier de l'ordre de l’Empire britannique (OBE) en 1965. En 1969, elle envisage d'abdiquer au profit de l'administration de Guernesey, mais renonce devant l'hostilité de ses sujets, et leur attachement au régime en place.
À sa mort, le 14 juillet 1974, à 90 ans, son petit-fils Michael Beaumont lui succède comme 22e seigneur de Sercq,.

## Titres et distinctions
20 juin 1927 - 14 juillet 1974 : Dame de Sercq
 Ordre de l'Empire britannique à titre civil (1965)